# Octavio Luna
Octavio Luna (San Miguel de Tucumán, marzo de 1831 - ca. 1870) fue un militar y político argentino, gobernador de la provincia de Tucumán entre 1867 y 1869.

## Biografía
Durante la guerra civil que siguió a la batalla de Caseros en su provincia, se enroló en las filas del Partido Unitario, a órdenes del cura José María del Campo. Participó en la lucha contra el caudillo Celedonio Gutiérrez, que pretendía reconquistar el poder. En 1862 combatió en la batalla de Río Colorado contra el Chacho Peñaloza.
En 1866 se unió a otros dirigentes liberales para organizar una fracción liberal contrario a la influencia porteña, el mismo que luego sería el autonomista. Entre sus compañeros se contaban Federico Helguera, Julián Murga, Pedro Alurralde y Belisario López, y a ellos se unió más tarde Félix Frías. Formaron una candidatura de oposición al partido de José Posse, partidario acérrimo del presidente Bartolomé Mitre, pero fueron derrotados por la presión del gobierno en las elecciones de 1866. En respuesta, organizaron una sucesión de revueltas militares y una intensa presión periodística, con lo que lograron – a través de la revolución exitosa de fines de junio de 1867 - provocar la renuncia del gobernador Wenceslao Posse.
La legislatura eligió para reemplazarlo a Octavio Luna como interino, pero a los dos meses lo nombró titular por el término legal de dos años. Durante su mandato se produjo la campaña de Felipe Varela hacia el norte, pero solo pasó por los Valles Calchaquíes, por la franja desértica del noroeste de su provincia. De todos modos, delegó el gobierno y se unió al ejército del coronel Octaviano Navarro en su campaña por Salta y Jujuy.
Durante el resto de su mandato se limitó a administrar los bienes de la provincia, y se aseguró del predominio de su partido, aliándose con otros gobernadores para imponer la candidatura de Domingo Faustino Sarmiento como presidente. También aplastó tres revoluciones mitristas organizadas por el clan Posse, en los meses de febrero, mayo y junio de 1868. Estos tenían el apoyo del todavía presidente Mitre, pero el ejército no acompañó sus intentos.
Dejó el mando en septiembre de 1869 a Belisario López, y desde entonces no quedaron más documentos sobre su vida. Posiblemente haya fallecido poco después.
Era tío de Lucas Córdoba, que sería dos veces gobernador de su provincia.